# Epeolus siculus
Epeolus siculus là một loài Hymenoptera trong họ Apidae. Loài này được Giordani Soika mô tả khoa học năm 1944.